# 히가시나카미네 신호장
히가시나카미네 신호장(일본어: 東中峯信号場, ひがしなかみねしんごうじょう)은 일본 사이타마현 도코로자와시에 있는 신호소이다.
북쪽에는 세이부 엔 골프장이, 남쪽에는 다마 호가 있다.
평소에는 무정차 통과를 하나 세이부 구장에 야구경기가 있거나 이벤트가 있을 경우,교행을 위해 정차하는 경우도 있다.